# Pseudometopides
Pseudometopides is een kevergeslacht uit de familie van de boktorren (Cerambycidae). De wetenschappelijke naam van het geslacht werd voor het eerst geldig gepubliceerd in 1936 door Breuning.

## Soorten
Pseudometopides is monotypisch en omvat slechts de volgende soort:
- Pseudometopides spinipennis Breuning, 1936